# Flor d'aigua

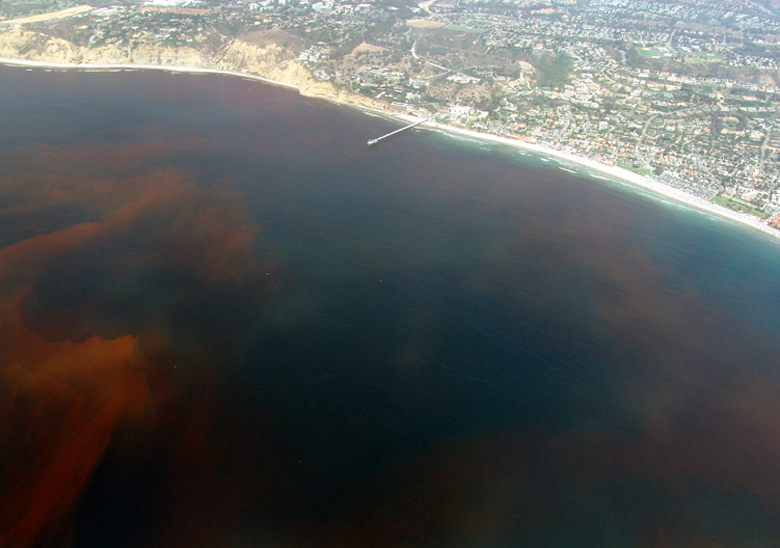
Flor d'aigua (marea roja) al litoral proper a l'Institut Scripps d'oceanografia, La Jolla (Califòrnia)

Una flor d'aigua o marea roja és una acumulació d'algues microscòpiques i cianobacteris (Microcystis, Oscillatoria, Anabaena, etc.), que arriben a formar grans masses acolorides degut a l'elevada concentració de microorganismes amb pigments. Quan és originada per un augment de la concentració de dinoflagel·lats en una àrea marina rep el nom de marea roja en atenció a la coloració vermella que adquireixen les aigües superficials.